# Campionati asiatici di badminton 1998
I Campionati asiatici di badminton 1998 si sono svolti a Bangkok, in Thailandia. È stata la 17ª edizione del torneo, organizzato dalla Badminton Asia.

## Podi
| Evento              | Oro                        | Argento             | Bronzo                          |
| Singolare maschile  | Chen Gang                  | Marleve Mainaky     | Luo Yigang                      |
| Singolare maschile  | Chen Gang                  | Marleve Mainaky     | Taufik Hidayat                  |
| Singolare femminile | Ye Zhaoying                | Gong Zhichao        | Dai Yun                         |
| Singolare femminile | Ye Zhaoying                | Gong Zhichao        | Gong Ruina                      |
| Doppio maschile     | Ha Tae-kwon Kang Kyung-jin | Zhang Jun Zhang Wei | Halim Heryanto Tony Gunawan     |
| Doppio maschile     | Ha Tae-kwon Kang Kyung-jin | Zhang Jun Zhang Wei | Eng Hian Flandy Limpele         |
| Doppio femminile    | Liu Zhong Huang Nanyan     | Liu Lu Qian Hong    | Chen Li-chin Tsai Hui-min       |
| Doppio femminile    | Liu Zhong Huang Nanyan     | Liu Lu Qian Hong    | Cynthia Tuwankotta Etty Tantri  |
| Doppio misto        | Kim Dong-moon Ra Kyung-min | Sun Jun Ge Fei      | Bambang Suprianto Zelin Resiana |
| Doppio misto        | Kim Dong-moon Ra Kyung-min | Sun Jun Ge Fei      | Chen Gang Tang Hetian           |